# Wülfingite
La wülfingite è una delle forme minerali dell'idrossido di zinco (Zn(OH)2). Descritta per la prima volta nel 1985 da K. Schmetzer, G. Schnorrer-Köhler e O. Medenbach, deve il suo nome al mineralogista e petrografo tedesco Ernst Anton Wülfing (1860-1930)

## Abito cristallino
La wülfingite cristallizza nel sistema ortorombico, classe disfenoidale. È un polimorfo della ashoverite e della sweetite minerali che, a differenza della wülfingite, cristallizzano nel sistema tetragonale.
Ha una durezza di 3 sulla scala di Mohs, simile a quella della calcite, e una densità di 3,05 g/cm3. Il suo contenuto di zinco è superiore al 65% ed è molto solubile negli acidi.

## Origine e giacitura
La wülfingite si presenta in forma di cristalli, di dimensioni fino a 200 µm, in gruppi a forma di stella. Può anche apparire come una incrostazione calcarea a grana fine. È un minerale secondario raro che si forma dalla degradazione meteorica di scorie contenenti zinco. Sembra essere associata a simonkolleite, biacca, diaboleite, zincite, idrozincite, ashoverite e fluorite.

## Forma in cui si presenta in natura
La wülfingite è un minerale trasparente o traslucido, incolore o bianco, con una lucentezza vitrea. Sotto luce trasmessa è anche incolore.

## Luoghi di ritrovamento
La wülfingite è stata trovata in depositi di scorie della fonderia Richelsdorf (in Assia, Germania) e a Stolberg (Nord Reno-Westfalia). Un altro sito ben noto è una cava di calcare a nord-ovest di Milltown, vicino ad Ashover (Derbyshire, in Inghilterra)